# (29591) 1998 FK121
(29591) 1998 FK121 est un objet de la ceinture principale d'astéroïdes extérieure découvert en 1998.

## Description
(29591) 1998 FK121 a été découvert le 20 mars 1998 à l'observatoire Magdalena Ridge, situé dans le comté de Socorro, au Nouveau-Mexique (États-Unis), par le projet Lincoln Near-Earth Asteroid Research (LINEAR).

### Caractéristiques orbitales
L'orbite de cet astéroïde est caractérisée par un demi-grand axe de 3,97 ua, un périhélie de 3,45 ua, une excentricité de 0,13 et une inclinaison de 5,60° par rapport à l'écliptique. Du fait de ces caractéristiques, à savoir un demi-grand axe entre 3,2 et 4,6 ua, il est classé, selon la JPL Small-Body Database, comme objet de la ceinture principale d'astéroïdes extérieure.

### Caractéristiques physiques
(29591) 1998 FK121 a une magnitude absolue (H) de 13,0 et un albédo estimé à 0,256.